# Gare de Lysekil
La gare de Lysekil (suédois: Lysekil järnvägsstation) est une gare ferroviaire suédoise à Lysekil.

## Situation ferroviaire

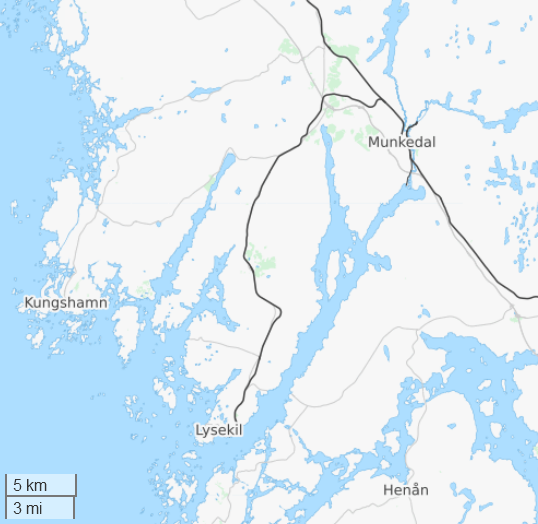
Care de la ligne Munkedal - Lysekil

Lysekil se trouve à la fin de la ligne ferroviaire de Munkedal, en bord de mer.

## Histoire
La gare ouvre en 1913.

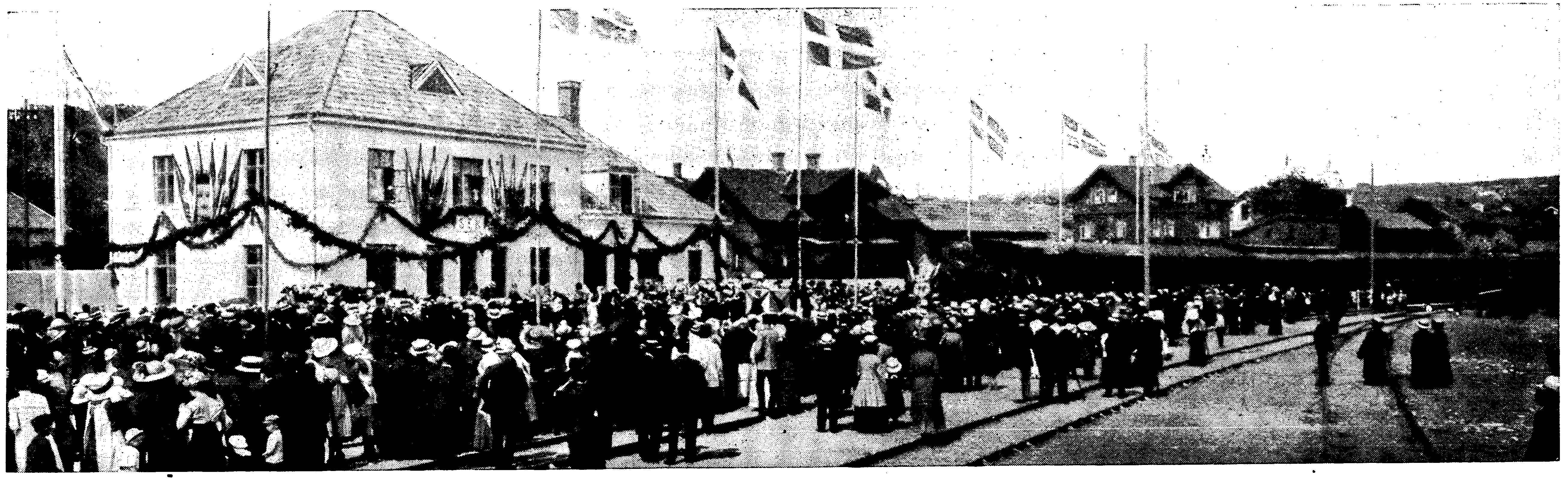
Ouverture de la gare en 1913.

Le service des trains de passagers à Lysekil se termine en septembre 1981. Depuis cette date, des trains de marchandises parcourent la ligne. 
Un projet pilote de trains d'été à Lysekil commence en juin 2014, avec une vingtaine de personnes sur le premier train. Quelques départs quotidiens sont prévus entre Lysekil et Munkedal où d'autres connexions sont disponibles, par exemple pour Göteborg. Les trains d'été continueront en 2015 et 2016, avec l'appui du conseil régional.